# Bamberg, Staatsbibliothek, Msc.Bibl.22

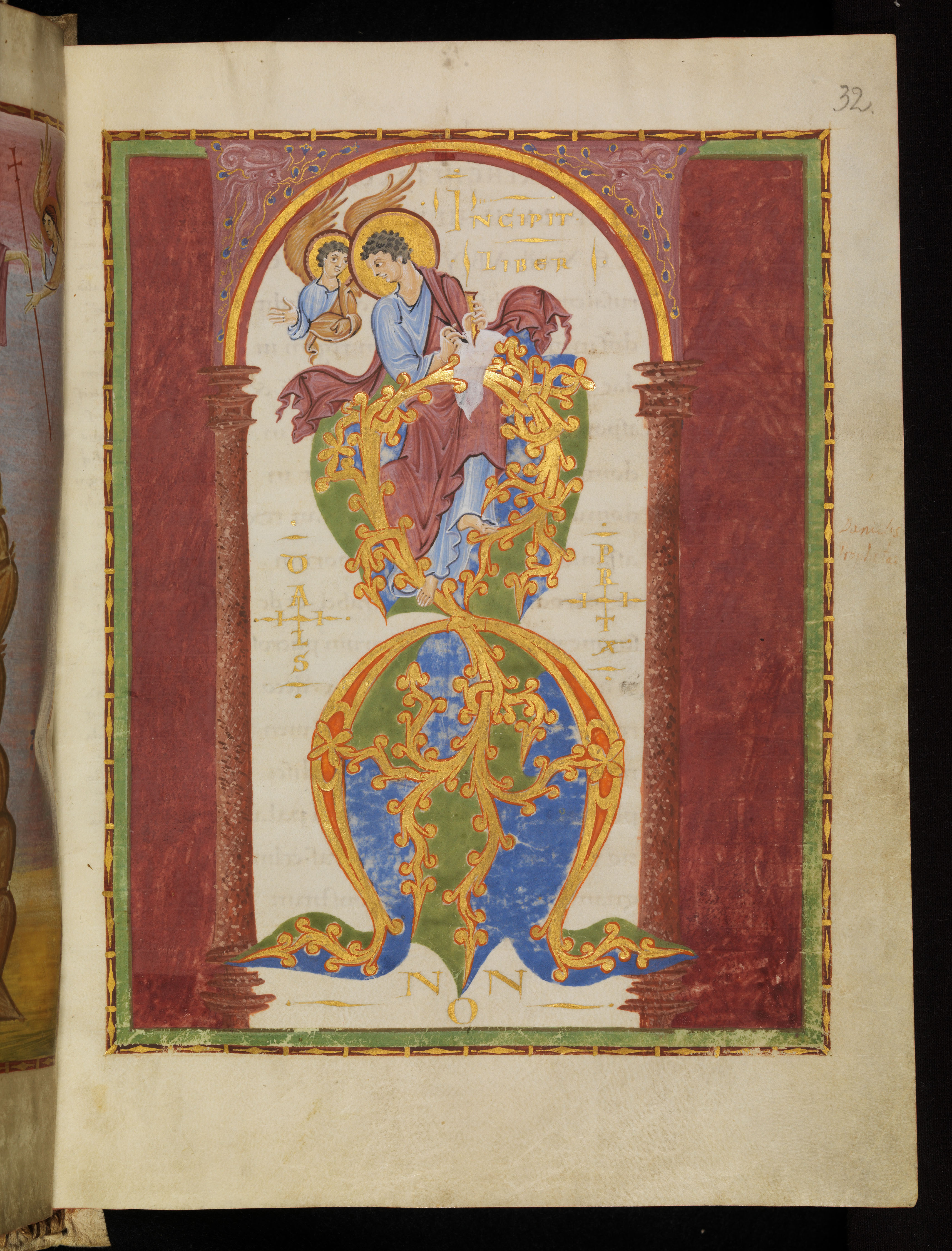
Fol. 32r: A-Initialseite mit dem Propheten Daniel

Unter der Signatur Bamberg, Staatsbibliothek, Msc.Bibl.22 verwahrt die Staatsbibliothek Bamberg ein auch Bamberger Daniel-Kommentar genanntes Manuskript der Reichenauer Buchmalerei, das seit 2003 zum Weltdokumentenerbe in Deutschland gehört. Es enthält das Hohe Lied Salomos mit Kommentar, das Buch Daniel mit Kommentar sowie Fragmente anderer prophetischer Bücher des Alten Testaments. Die Handschrift, die um das Jahr 1000 geschrieben wurde, gehörte zur Ausstattung des von Heinrich II. gestifteten Bamberger Domes.

## Beschreibung

### Der Codex
Der Codex misst 25 × 18,5 cm und besteht aus 88 Blatt Pergament in 13 Lagen, das Lagenschema ist 2 × I, 2 × IV, I, 7 × IV, V. Vorne und hinten befindet sich jeweils ein ungezähltes Papierblatt. Von fol. 4v bis 19v und von 32v bis 88r ist der Schriftspiegel dreispaltig angelegt: mittig der Bibeltext in 19 Zeilen in größerer Schrift, rechts und links überwiegend lateinische Randglossen in 37 Zeilen. Vereinzelt gibt es lateinische Glossen wohl von derselben Hand wie der Haupttext und der Kommentartext, an drei Stellen sind zeitgleich mit dem Text althochdeutsche Glossen eingetragen (fol. 40v, 57r, 60r). Von fol. 19v bis 21v sind die Seiten einspaltig mit bis zu 47 Zeilen, von 23v bis 31v einspaltig mit 19 Zeilen beschrieben. Fol. 2r bis 3r und 22r bis 23r sind leer, auf 23v befinden sich lediglich zwei Incipit-Zeilen in goldener Schrift. Der Buchschmuck besteht aus vier ganzseitigen Miniaturen, von denen zwei ganzseitige Initialzierseiten sind. Die Schrift besteht aus karolingischen Minuskeln. Überschriften und Explicit sind in goldener Capitalis rustica geschrieben, die Kapitelzeichen im Buch Daniel sind goldene römische Zahlen. An Kapitelanfängen und hervorgehobenen Abschnitten befinden sich Goldmajuskeln. Die Eingangsinitialen zu den Sprüchen und zum Danielkommentar sind in Capitalis rustica.
Die Handschrift wurde 1611 neu gebunden. Der mit zwei Messingschließen versehene Einband besteht aus hellbraunem Schweinsleder. In Gold aufgeprägt sind auf dem Vorderdeckel das Wappen des Bamberger Domkapitels, auf dem Rückdeckel die Wappen des Dompropstes Johann Christoph Neustetter genannt Stürmer und des Domdekans Hektor von Kotzau, dazu die Jahreszahl 1611. Über den ursprünglichen Einband ist nichts bekannt. Möglicherweise war der Bamberger Danielkommentar Teil einer umfangreicheren Handschrift. Aufgrund zahlreicher Ähnlichkeiten in Format, Anlage, Schrift und Buchschmuck mit der Handschrift Bamberg, Staatsbibliothek, Msc.Bibl.76, einem Buch Jesaja mit Kommentar, schließt die Kunsthistorikerin Gude Suckale-Redlefsen nicht aus, dass beide Kommentare ursprünglich in einem Band vereint waren.

### Inhalt
Neben dem Buch Daniel und dem Hohen Lied Salomos mit Kommentaren enthält der Codex auf fol. 21r und v einen Brief Cuthberts, der im zweiten Drittel des 11. Jahrhunderts in Bamberg eingefügt wurde, sowie auf den ursprünglich leeren Vorderseiten Urkundenabschriften, die zwischen 1102 und 1108 unter Bischof Otto von Bamberg eingetragen wurden.
- 1r–1v: Urkunde von 1122 über einen Tausch zweier Ministerialen der Bischöfe Otto von Bamberg und Ulrich von Eichstätt (Abschrift)
- 3v–4r: Urkunde von 1108: Bischof Otto von Bamberg beurkundet die Schenkung eines Gutes durch Wolfram von Abenberg an das Bamberger Domkapitel
- 5v–17v: Hohelied mit Kommentar (Alkuin Compendium in Cantica Cantorum)
- 18r–19v: Auszug aus einem Kommentar der Sprüche Salomos (EU)
- 19v–21r: Kommentar zu den Sprüchen und zu Daniel von Beda Venerabilis
- 21r–21v: Brief Cuthberts über den Tod Bedas mit einem altenglischen, Beda zugeschriebenen Totenlied
- 23v–31r: Prolog des Hieronymus zum Buch Daniel, Inhaltsverzeichnis
- 32v–88r: Buch Daniel mit Kommentar

Die Stellung der Texte ist nicht die ursprüngliche. Die Glosse plenius habebis in fini fol. 69r verweist auf fol. 20v–21r. Die Glossen zu Daniel entstammen dem Kommentar des Hieronymus, die zum Hohelied einer Beda-Alkuin-Redaktion, die 2008 noch nicht näher erschlossen war. Das Hohelied galt im 10. Jahrhundert als prophetisches Buch.

### Miniaturen
Vor dem Hohen Lied und dem Buch Daniel befinden sich jeweils zwei gegenüberstehende und aufeinander bezogene Miniaturen, links eine ganzseitige Miniatur, rechts eine Incipitseite mit einer szenischen Darstellung. Die Bildfelder sind 20 × 15,5 cm groß. Die Blattränder der Miniaturen zum Hohen Lied sind purpur eingefärbt. Auf fol. 5r, dem Incipit zum Hohen Lied, ist das Christusmedaillon auf Goldgrund gemalt.

#### Zug der Auserwählten (fol. 4v)

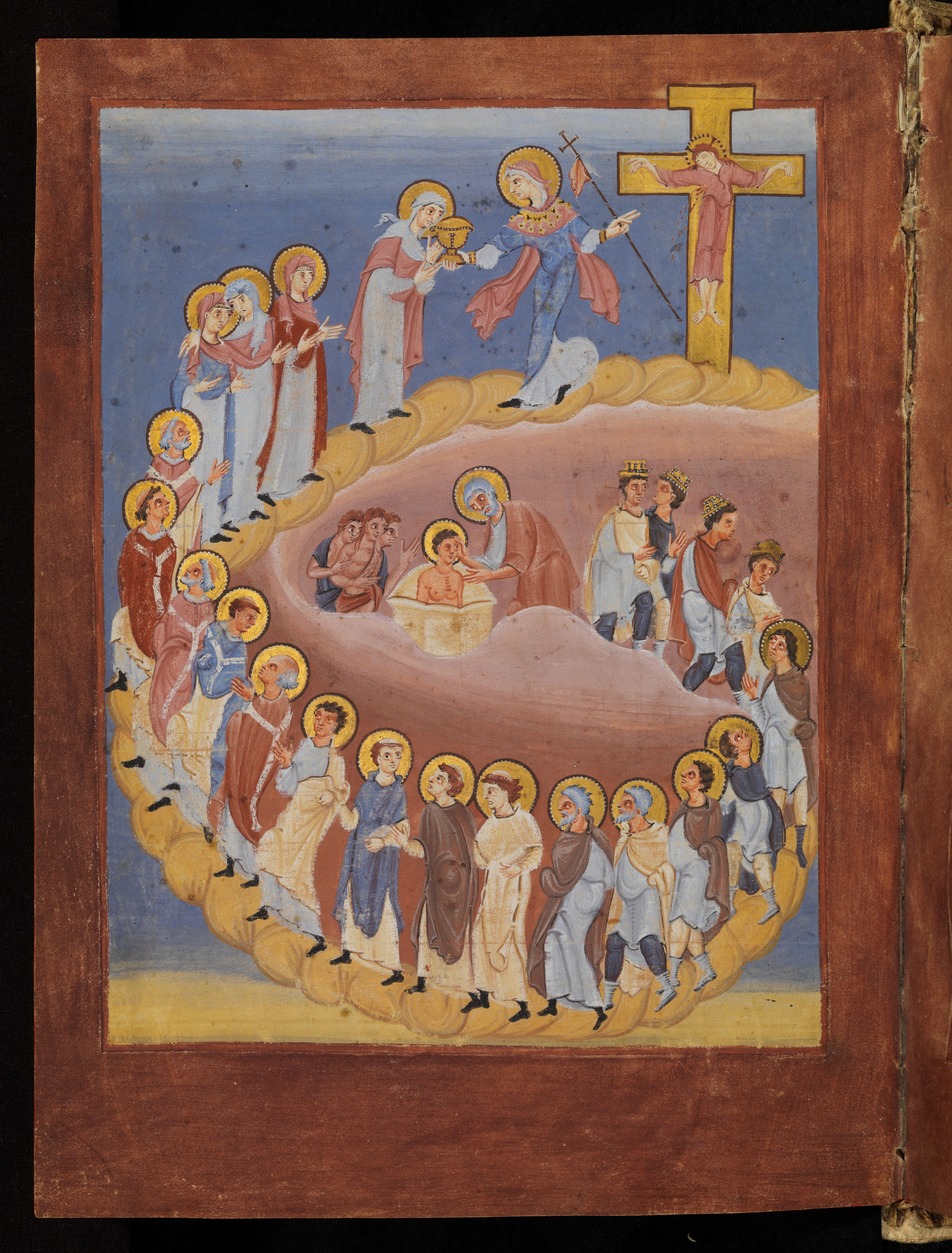
Fol. 4v: Der Zug der Auserwählten von der Taufe zur Erlösung

Zentral in der Bildmitte tauft der Apostel Petrus einen nackten, mit einem Nimbus ausgezeichneten Jüngling in einem Taufbecken. Links davon befindet sich eine Gruppe von drei halbnackten Männern. Rechts beginnt ein spiralförmig um das Taufbecken angeordneter Zug der Auserwählten zum Kreuz in der oberen rechten Ecke. Vier Königen mit Stufenkronen gehen drei jüngere und zwei ältere Männer voran. Vor diesen schreiten drei jüngere Geistliche, davor ein junger Mann mit langer Tunika und Mantelpallium und fünf ältere Geistliche, die durch ihre Pallien als Erzbischöfe oder Päpste gekennzeichnet sind. Eine Gruppe von drei Frauen, von denen sich die beiden hinteren umarmen, weist auf das Ziel des Zuges hin. Eine weitere Frauenfigur, leicht abgesetzt vor ihnen, empfängt einen goldenen, reichgeschmückten Kelch von der ihr entgegenkommenden Ecclesia. Diese trägt einen Juwelenkragen, hält in der anderen Hand einen Kreuzstab mit Wimpel und weist segnend auf Christus mit blutender Seitenwunde am goldenen Kreuz.

#### Initialzierseite O (fol. 5r)

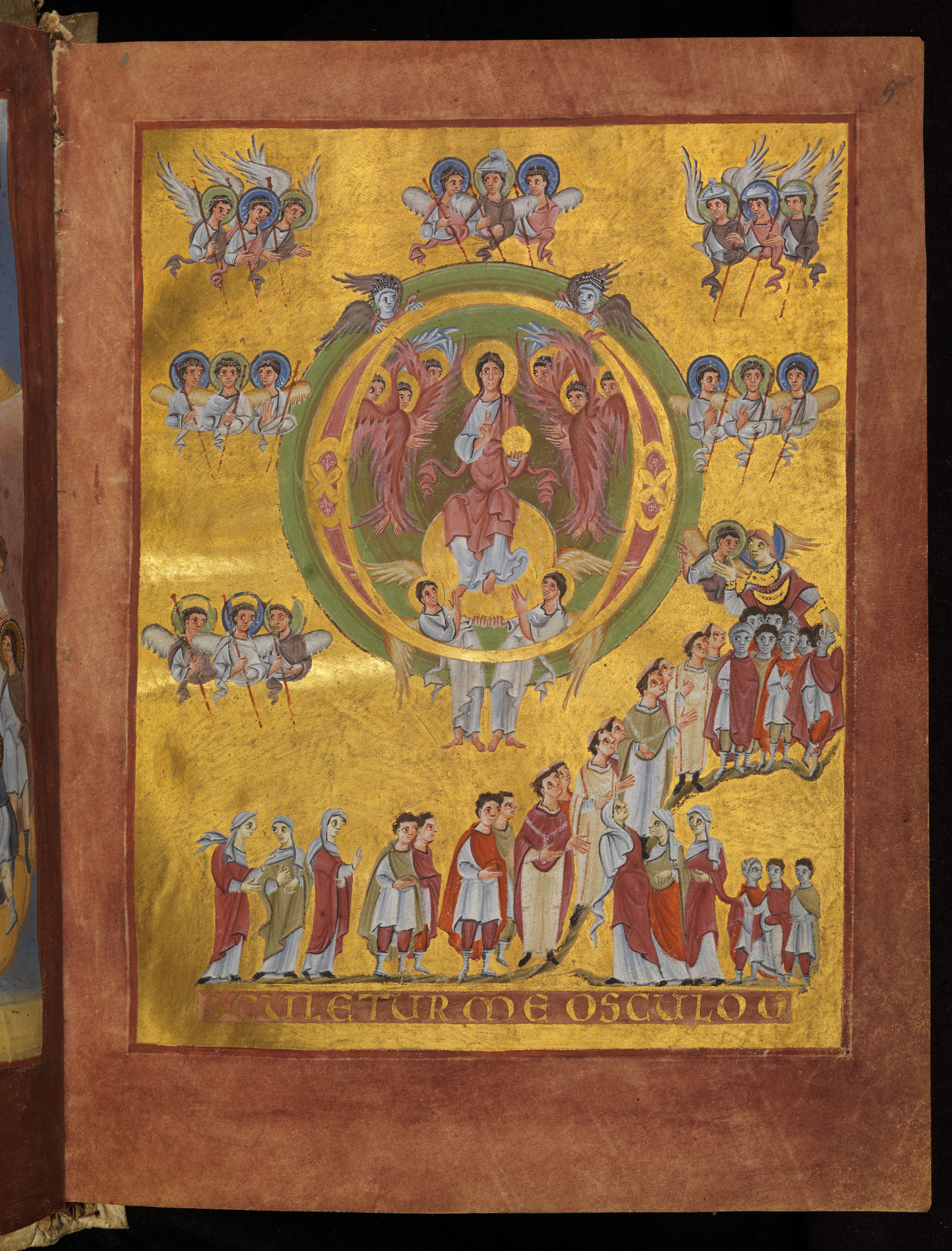
Fol. 5r: O-Initiale, Der Zug der Auserwählten zu Christus in der Glorie

Zentral thront Christus auf einer von zwei Engeln getragenen goldenen Scheibe in einer Gloriole, die zugleich die O-Initiale ist und oben von zwei gekrönten Engeln gehalten wird. Er erteilt mit der rechten Hand den Segen, in der linken trägt er eine goldene Weltkugel. Ihn flankieren jeweils drei Cherubim. Je drei Dreiergruppen halbfiguriger Engelchöre sind links und rechts der Gloriole angeordnet, eine weitere Gruppe befindet sich darüber.
Unten auf einem purpurfarbenen Streifen schließt sich der in Capitalis rustica geschriebene Text „SCULETUR ME OSCULO O“ an die O-Initiale an. Darüber steigen von beiden Seiten auf einem dünnen braunen Bodenstreifen die Auserwählten zu Christus empor. Von rechts nähert sich eine Gruppe von drei Frauen, die drei Kinder führen. Links endet der Zug mit drei Frauen, vor denen zwei Paare jugendlicher Männer schreiten. Vor diesen gehen zwei Erzbischöfe mit Pallien, zwei Priester, zwei Diakone und zwei Subdiakone. Davor steht eine Gruppe von acht jüngeren Laien mit bläulicher Gesichtsfarbe. Über dieser Gruppe befindet sich eine Halbfigur der Ecclesia, die die Auserwählten über einen Engel zu Christus führt.

#### Traum des Nebukadnezar (fol. 31v)

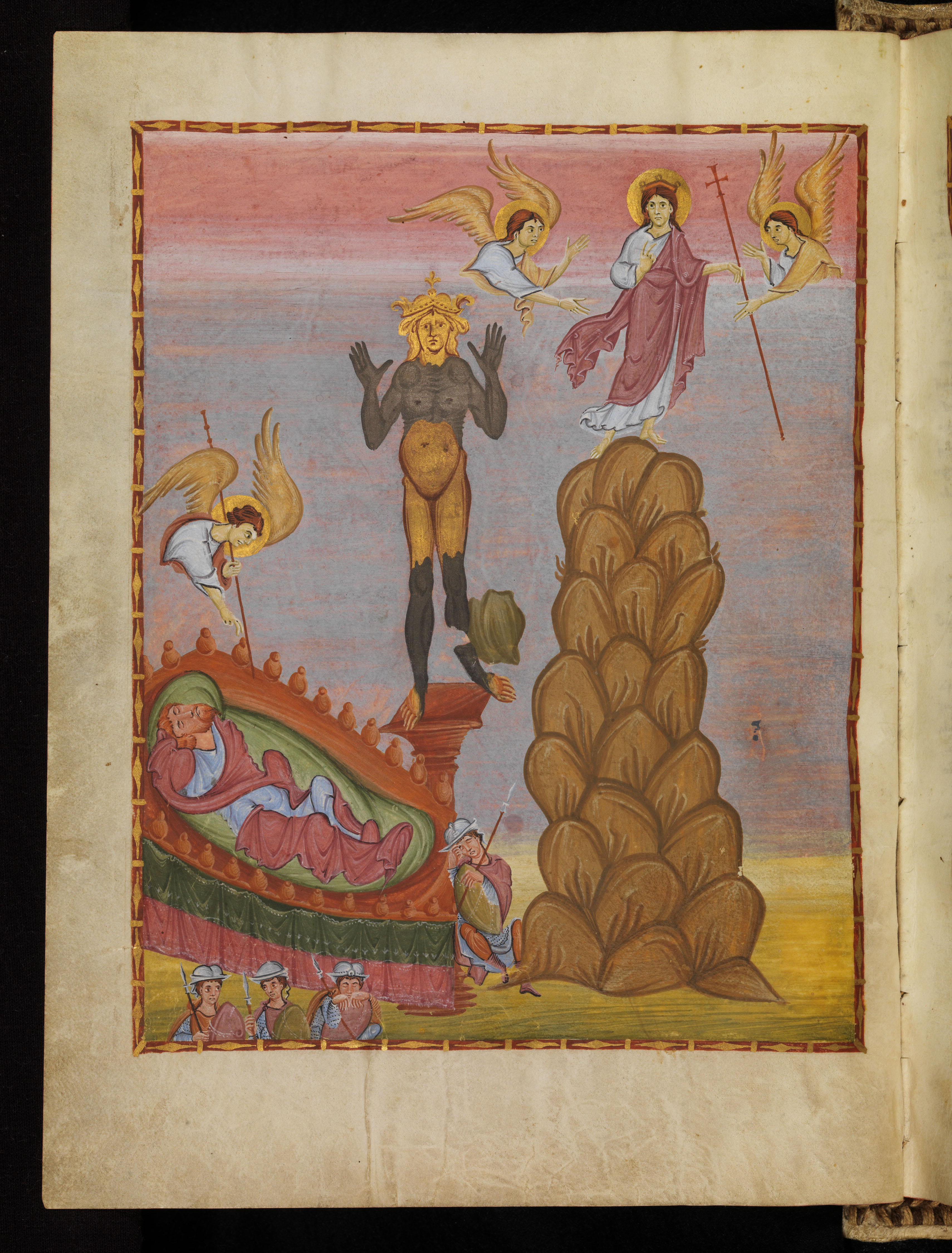
Fol. 31v.: Der Traum des Nebukadnezar

Die Miniatur bezieht sich auf Dan 2,31–35 . Links schläft König Nebukadnezar von Babylon auf einer Lagerstätte, die mit einem Kranz von Kugeln verziert ist. Ihn bewachen vier Soldaten. Über der Lagerstätte schwebt die Halbfigur eines Engels mit Stabszepter, der auf das Idol auf einer Säule hinter der Lagerstätte weist. Der Kopf des Idols ist aus Gold, Brust und Arme sind aus Silber, Bauch und Oberschenkel aus Kupfer, Knie und Unterschenkel aus Eisen, die Füße aus Ton. Es trägt einen antikisierenden Helm und hat die Arme beschwörend erhoben. Das rechte Bein der Statue ist gebrochen, ein Brocken aus dem Felsenberg rechts davon hat es getroffen. Auf dem Berg erscheint Christus segnend mit Kreuzstab und Kronreif, zwei Engel als Halbfiguren wenden sich ihm verehrend zu.

#### Initialzierseite A (fol. 32r)
Über der A-Initiale in Gold auf unkoloriertem Pergamentgrund wölbt sich eine von gesprenkelten roten Säulen, möglicherweise aus Porphyr, gestützte Rundbogenarkade. Über dem Buchstaben sitzt der Prophet Daniel als Schreiber mit Tintenhorn, Pergamentrolle und Schreibfeder in einem Busch aus blätterbesetzten goldenen Ranken mit Blättern, die pfeilartig enden. Daniel blickt zur Seite gegenüber, neben seinem Kopf schwebt ein Engel, der ihm die dort abgebildete Vision Nebukadnezars eröffnet und erläutert. Vier Schriftblöcke innerhalb des Arkadenfeldes tragen den Buchtitel und den Text „INCIPIT LIBER“ (neben Daniels Kopf), „DA(NIE)L(I)S“ (links), „PR(OPHE)TA“ (rechts) und „(A)NNO“ (unten).

## Kunsthistorische Erkenntnisse

### Paläografie
Abgesehen von den später nachgetragenen Urkundenabschriften durch in Bamberg ausgebildete Schreiber stammt der Codex von einem Schreiber, dessen Schrift relativ breit und ein wenig schräg ist und typische Züge der Reichenauer Schreibschule aufweist. Der Schreiber wirkte auch an weiteren Handschriften der Reichenau mit, insbesondere ist er der Hauptschreiber der Parallelhandschrift Staatsbibliothek Bamberg Msc.Bibl.76 (Prophet Jesaja mit Kommentar). Daneben schrieb er auch Teile des Liuthar-Evangeliars (Aachener Domschatzkammer, Inv.-Nr. 25) sowie eines Hoheliedkommentars von Justus von Urgell (Zürich, Zentralbibliothek, Ms. Rh. 50).

### Ikonographie
Ikonographisch sind die Miniaturen des Bamberger Daniel-Kommentars noch nicht befriedigend erforscht. Sie können allerdings in die apokalyptischen Gedanken der Zeit um die erste Jahrtausendwende eingeordnet werden. Ein Anknüpfungspunkt ist Dan 8,17 : „Merke auf, Menschensohn! Denn das Gesicht geht auf die Zeit des Endes.“ Nach David Ganz erfüllen die Bilder der Kommentierung drei Funktionen. Erstens bilden sie eine selektive Fokussierung auf den Stoff eines Kapitels des kommentierten Buchs der Bibel. Zweitens erzwingen sie eine Reflexion auf den Modus der prophetischen Offenbarung. In dem Moment, in dem Gott den Empfänger der Visionsbilder auswählt, ist dieser bereits Teil des Textes, der von Gott stammt. Drittens wird durch Elemente, die die alttestamentlichen Schilderungen christologisch erweitern, etwa Christus auf dem Berg in der Vision Nebukadnezars, die visio des Propheten der Inspiration des christlichen Kommentators gleichgesetzt.

#### Zug der Auserwählten
Das Motiv ist ikonographisch einmalig, was die Deutung erschwert. Mayr-Harting sieht in der Farbkomposition und der kreisförmigen Figurenanordnung einen Einfluss der Vivian-Bibel (Paris, BnF, lat. 1). Das Hohelied wurde im Mittelalter als Allegorie der Vermählung Christi mit der Kirche angesehen, indem die ecclesia als Braut interpretiert wurde. Die Auserwählten sind die Angehörigen der irdischen Kirche, die den Weg durch die Zeit zurücklegen, bis sie geheiligt in den Himmel aufgenommen werden. Die Spirale des Zuges ist dabei ein unvollkommenes Abbild des perfekten Kreises der himmlischen Sphäre, die Christus umgibt. Der Betrachter ist in die irdische Kirche durch die Sakramente Taufe und Eucharistie eingebunden, die Heilsverheißung wirkt auch auf ihn.

#### O-Initialzierseite
Auch dieses Motiv ist ikonographisch einmalig und nicht eindeutig geklärt. Suckale-Redlefsen hält es für möglich, dass es sich auf einen Vers des Hohelieds bezieht (Ct 1,3): Excultabimus et laetamimur in te („Jubeln und freuen wir uns in Dir“). Die Randglossen des Textes kommentieren diese Stelle mit gaudia caelestis patriae („Freuden des himmlischen Vaterlandes“). Winterer weist darauf hin, dass Christus nicht in einer normalen Mandorla, sondern im ersten Buchstaben des Hoheliedes sitzt. Christus ist damit hervorgehoben als der Logos, nach dem sich nach dem Kirchenlehrer Origenes die Kirche und die Seelen der Gläubigen sehnen. Um Christus scharen sich neun Engelchöre, der zehnte Engelchor, der mit Luzifer verstoßen wurde, wird mit den aufgenommenen Gläubigen der irdischen Kirche neu gebildet. Damit weist auch diese Darstellung auf das Ende der Zeiten hin.

#### Traum des Nebukadnezar
Die Darstellung bezieht sich direkt auf das Buch Daniel und die dort wiedergegebene Deutung des Traums durch den Propheten. Das aus vier Materialien zusammengesetzte Idol auf den tönernen Füßen steht für vier vergangene Weltreiche (Babylon, Persien, Griechenland, Rom), die nicht auf der Stärke des christlichen Glaubens aufgebaut waren. Der Sturz des Idols durch den fallenden Stein kündigt das Reich Gottes an. Der im Text aus diesem Stein wachsende Berg ist nach den Glossen Bedas Christus, was durch den auf dem Berg stehenden gekrönten Christus visualisiert wird. Das Motiv des Traums Nebukadnezars kommt häufiger in Handschriften vor, oft im Zusammenhang mit endzeitlichen Vorstellungen, etwa in diversen Handschriften des Beatus-Kommentars zur Apokalypse, aber auch in byzantinischen Handschriften.

#### A-Initialzierseite
Daniel, der seine Deutung des Traums niederschreibt, gehört motivisch zur Seite gegenüber, deren geringere Bedeutung durch einfachere Gestaltung wie den pergamentfarbenen Untergrund deutlich gemacht wird. Gleichzeitig ist Daniel durch seinen erhöhten Sitz über die Ereignisse auf der gegenüberliegenden Seite erhoben, lediglich Christus hat einen höheren Rang. Daniels Blick richtet sich auf die Seite gegenüber. Dort ist eigentlich nicht Nebukadnezars Traum, sondern Daniels Vision des Traums abgebildet, die Daniel sofort niederschreibt. Die Ranken des Buchstabens A scheinen mit der Niederschrift verflochten, Vision und Buch bilden eine Einheit, wobei das Buch in der Bedeutung hinter der Vision zurückbleibt, da es nur eine Umsetzung der Vision in ein anderes Medium ist. In der Initiale übersetzt der Buchmaler den Text ins Visuelle, wobei er gleichzeitig den Prozess der Textentstehung bildlich darstellt. Das Bild wird damit zum Prolog des Textes.

## Geschichte
Die Handschrift enthält keine Angaben zu Entstehungsjahr, Ort und Auftraggeber. Aufgrund der paläografischen Einordnung ist die Handschrift um 1000 im Skriptorium der Reichenau entstanden. Inhalt und der für einen Kommentarband reiche Buchschmuck sprechen für einen hochgestellten Auftraggeber mit hohen theologischen Ansprüchen. Dieses trifft sowohl für Kaiser Otto III. († 1002) wie auch für dessen Nachfolger Heinrich II. († 1024) zu, beide werden als Auftraggeber in Betracht gezogen. Daneben gibt es vereinzelt Stimmen, die aufgrund der hervorgehobenen Stellung von Frauen in den Miniaturen und des Auszuges aus den Sprüchen einen Frauenkonvent als Auftraggeber annehmen.
Während die Frage des ursprünglichen Auftraggebers umstritten ist, besteht Einigkeit dahingehend, dass Heinrich II. den Band dem Bamberger Domstift schenkte. Die beiden nachträglich eingefügten Urkundenabschriften belegen zudem, dass der Daniel-Kommentar zu Beginn des 12. Jahrhunderts zur Ausstattung des Bamberger Doms gehörte. Im Jahr 1611 wurde die Handschrift neu gebunden, wie zwischen 1611 und 1614 der Bestand der Pergamenthandschriften in der Bamberger Dombibliothek. Im Zuge der Säkularisation 1802/1803 gelangten sie in die heutige Staatsbibliothek Bamberg.
Am 26. Januar 2004 wurde der Bamberger Daniel-Kommentar zusammen mit neun weiteren Handschriften der Reichenauer Buchmalerschule in die Liste des Weltdokumentenerbes der UNESCO aufgenommen.